# Незабудка
Незабу́дка (лат. Myosótis, от др.-греч. μυὸς ὦτα, muós ôta) — мышиные уши) — род травянистых растений семейства Бурачниковые (Boraginaceae). Некоторые виды культивируют в качестве красивоцветущих садовых растений.

## Название
Научное ботаническое название рода Myosotis (myosōta и myosōtis, idis, от др.-греч. μῦς — мышь и др.-греч. οὖς, ὠτός — ухо), «мышиное ухо», дано по форме и опушённости разворачивающихся из почки листьев ряда видов.
Русскоязычное родовое название незабудка считается переводом-калькой с нем. Vergissmeinnicht. В толковых словарях встречается с конца XVIII века в форме «незабудочка» или «незабудь меня», в 1847 году впервые зафиксирована форма «незабудка». У Даля растение упоминается под народными названиями измодень, волосовая, горлянка.
В большинстве европейских и некоторых неевропейских языках незабудки носят одинаковое по смыслу название, означающее «не забудь меня»: арм. Անմոռուկ (anmoruk), рум. nu-mă-uita, англ. forget-me-not, нем. Vergissmeinnicht, пол. niezapominajki, дат. forglem-mig-ej, нидерл. vergeet-mij-nietje, исп. nomeolvides, фр. ne m’oubliez pas, тур. Unutma beni, эсп. neforgesumino, кит. 勿忘我 (wù wàngwǒ), кор. 물망초 (勿忘草, mul mang cho), яп. 忘れな草、ワスレナグサ (васурэнагуса), ивр. זכריני‎ (zichrini), перс. فراموشم مکن‎ (farâmusham nakon), швед. förgät-mig-ej, болг. незабравка, крымскотат. unutma meni çiçegi, греч. μη με λησμόνει.

## Ботаническое описание

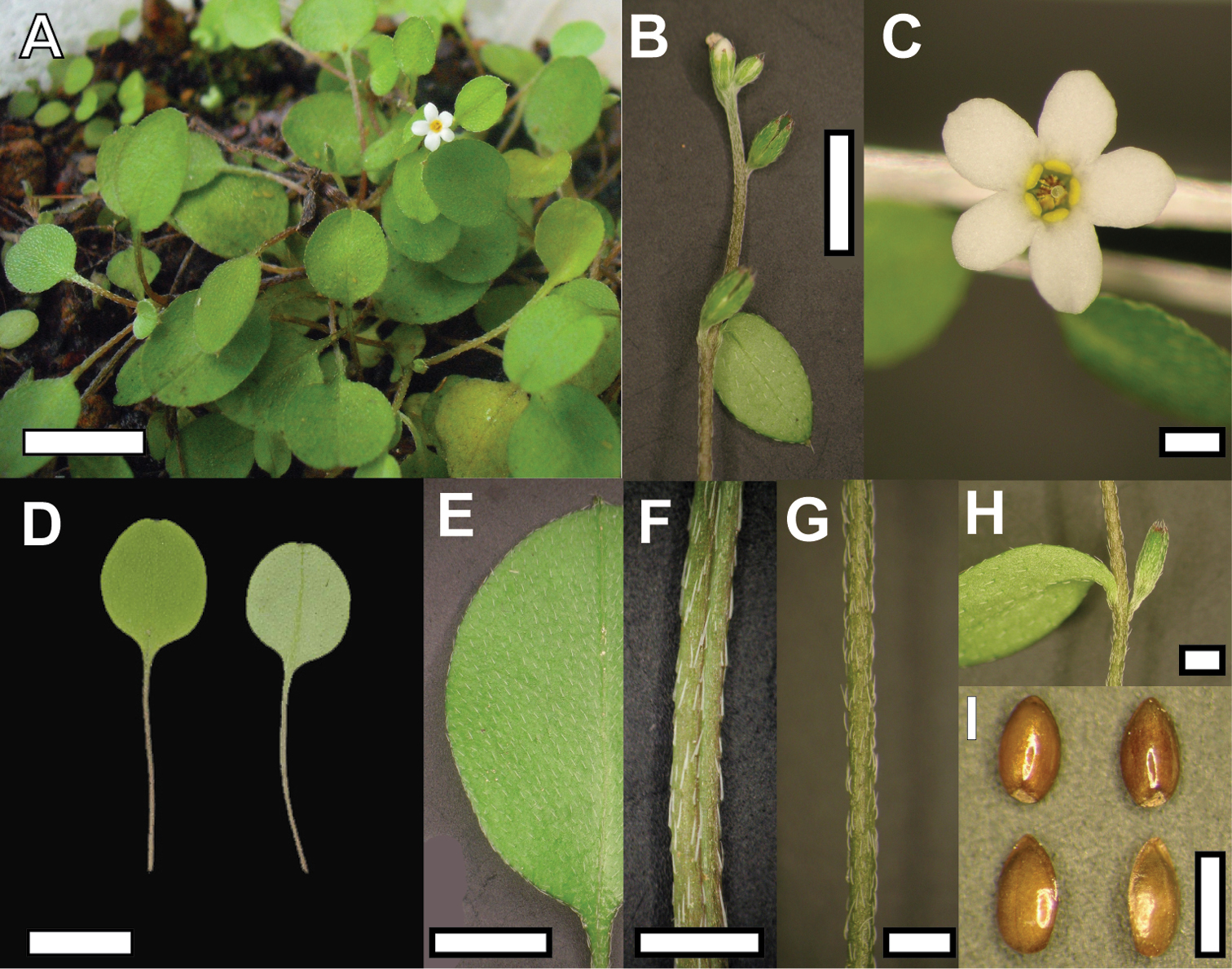
Myosotis chaffeyorum. Общий вид цветущего растения (A), цветоносный побег (B), цветок крупным планом (C), лист, показанный с обеих сторон (D), опушение листа (E), черешок листа крупным планом (F), стебель крупным планом (G), узел с листом и бутоном (H), орешковидные односеменные части плода — эремы (I). Длина масштабного отрезка: 1 см (A, D), 5 мм (B, E), 1 мм (C, F, G, H, I)

Незабудки — однолетние или многолетние травянистые растения небольших размеров, обыкновенно сильно опушённые.
Стебли ветвистые, высотой 10—40 см.
Листья очерёдные, сидячие, ланцетные, линейно-ланцетные или лопатчатые.
Цветки обычно голубые с жёлтым «глазком», иногда розовые или белые, собраны в соцветие — завиток или кисть. Цветок состоит из колокольчатой, более или менее глубоко пятилопастной чашечки, тарельчатого венчика, с пятью тупыми желтыми чешуйками, закрывающими вход в зев, пяти тычинок и одного пестика, с нитевидным столбиком и четырёхгнёздной завязью.
Плод — ценобий, который при созревании распадается на 4 свободные (не спаянные) орешковидные односеменные части — эремы. В 1 г содержится от полутора до двух тысяч чёрных, яйцевидных, блестящих семян, всхожесть которых сохраняется два—три года.

## Распространение и экология
Незабудки встречаются в Европе, Азии, Америке, Южной Африке, Австралии и Новой Зеландии.
Предпочитают влажные районы. Растут на полянах со свежей почвой. Некоторые виды, такие как незабудка болотная, можно встретить на берегах водоёмов, окраинах болот, вдоль ручьёв.

## Охранный статус
Незабудка Чекановского (Myosotis czekanowskii) занесена в Красную книгу Российской Федерации.

## Незабудка в культуре

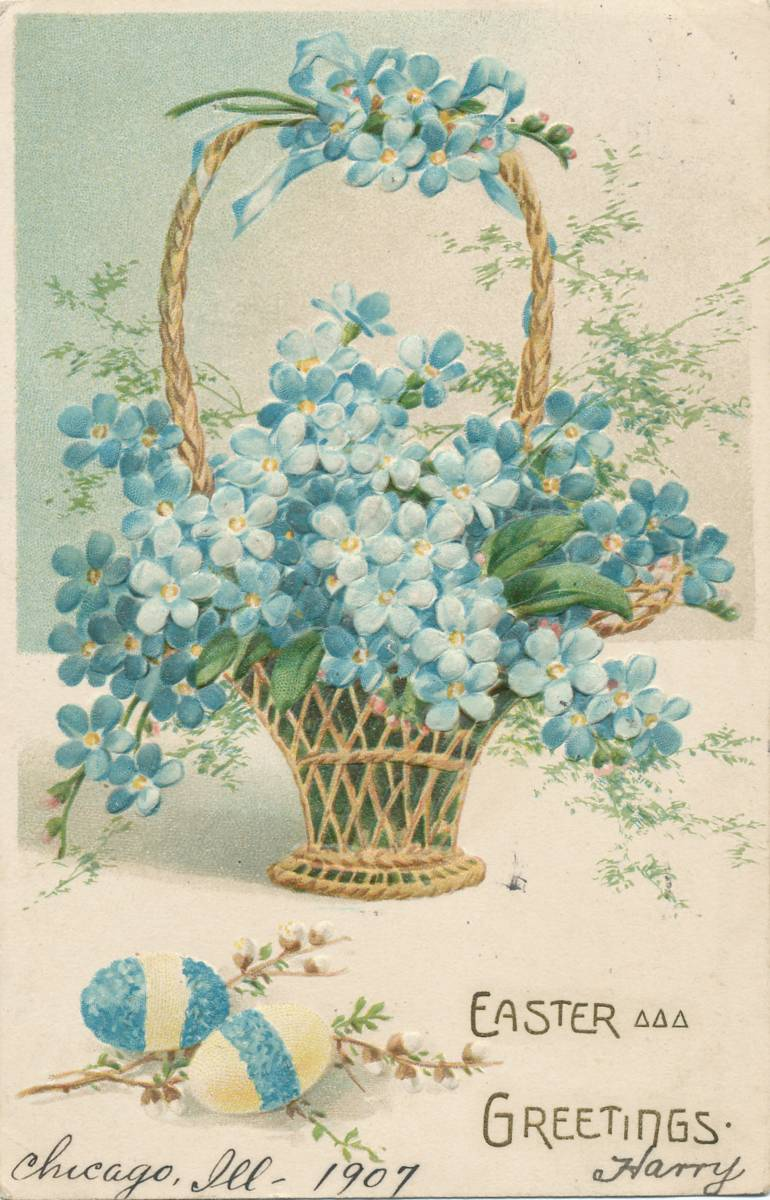
«Корзинка с незабудками». Пасхальная поздравительная открытка (1907)

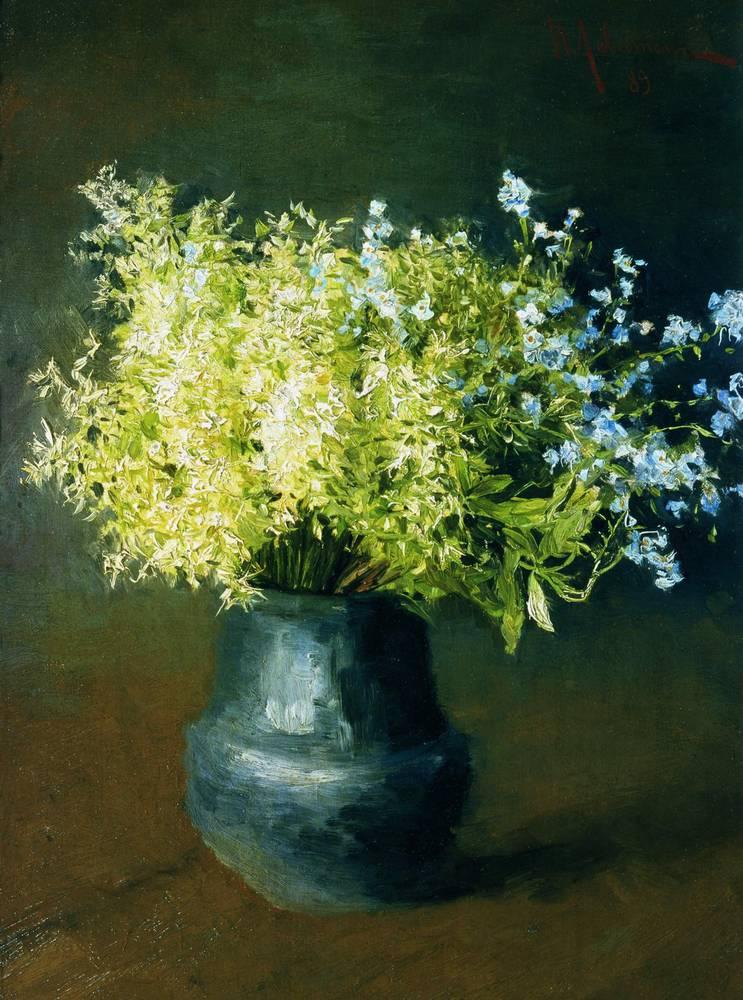
Исаак Левитан. «Лесные фиалки и незабудки» (1889)

Цветки незабудки иногда используют в качестве символа памяти: масоны носят в петлице значок незабудки в память о вольных каменщиках, погибших в нацистских концлагерях, а стилизованное изображение цветка незабудки фиолетового цвета было символом мероприятий, посвящённых столетней годовщине геноцида армян.
В 1921 году в Петрограде существовало издательство Myosotis, в нём было издано две книги Фёдора Сологуба.
Незабудка является символом Всероссийской социальной акции «Мама, я тебя люблю!»

## Таксономия[11]
Myosotis L., 1753, Sp. Pl. : 131
Род Незабудка относится к семейству Бурачниковые (Boraginaceae) порядка Бурачникоцветные (Boraginales). Кладограмма в соответствии с Системой APG IV по состоянию на июнь 2023 года:
|  |                                      |  |                                   | порядок Бурачникоцветные |  | семейство Бурачниковые - 153 ботанических рода |  | Незабудка |  | 155 подтвержденных ботанических видов и 202 таксона, ожидающих подтверждения |
|  |                                      |  |                                   | порядок Бурачникоцветные |  | семейство Бурачниковые - 153 ботанических рода |  | Незабудка |  | 155 подтвержденных ботанических видов и 202 таксона, ожидающих подтверждения |
|  | отдел Цветковые, или Покрытосеменные |  |                                   |                          |  |                                                |  |           |  |                                                                              |
|  |                                      |  |                                   |                          |  |                                                |  |           |  |                                                                              |
|  |                                      |  | ещё 63 порядка цветковых растений |                          |  |                                                |  |           |  |                                                                              |
|  |                                      |  |                                   |                          |  |                                                |  |           |  |                                                                              |

## Виды
По данным сайта Список растений Мировой флоры онлайн в состав рода включается 155 подтвержденных видов и 202 таксона, ожидающих подтверждения. Некоторые из них:
- Myosotis alpestris F.W.Schmidt — Незабудка альпийская
- Myosotis arvensis (L.) Hill — Незабудка полевая
- Myosotis australis R.Br. — Незабудка южная
- Myosotis chakassica O.D.Nikif. — Незабудка хакасская
- Myosotis czekanowskii (Trautv.) Kamelin & V.N.Tikhom. — Незабудка Чекановского Вид назван в честь исследователя Сибири Александра Лаврентьевича Чекановского (1833—1876)
- Myosotis decumbens Host — Незабудка стелющаяся, или Незабудка холодная
- Myosotis laxa Lehm. — Незабудка рыхлая
  - Myosotis laxa subsp. caespitosa  (Schultz) Hyl. ex Nordh. — Незабудка рыхлая подвид дернистая (уст. синоним Myosotis caespitosa  — Незабудка дернистая)
- Myosotis nemorosa Bess. — Незабудка дубравная
- Myosotis popovii Dobrocz. — Незабудка Попова
- Myosotis ramosissima Rochel — Незабудка ветвистая, или Незабудка холмовая
- Myosotis scorpioides L. typus[12] — Незабудка скорпионовидная, или Незабудка болотная
- Myosotis sparsiflora J.C.Mikan ex Pohl — Незабудка редкоцветковая
- Myosotis stricta Link ex Roem. & Schult. — Незабудка мелкоцветковая, или Незабудка сжатая
- Myosotis sylvatica Hoffm. — Незабудка лесная

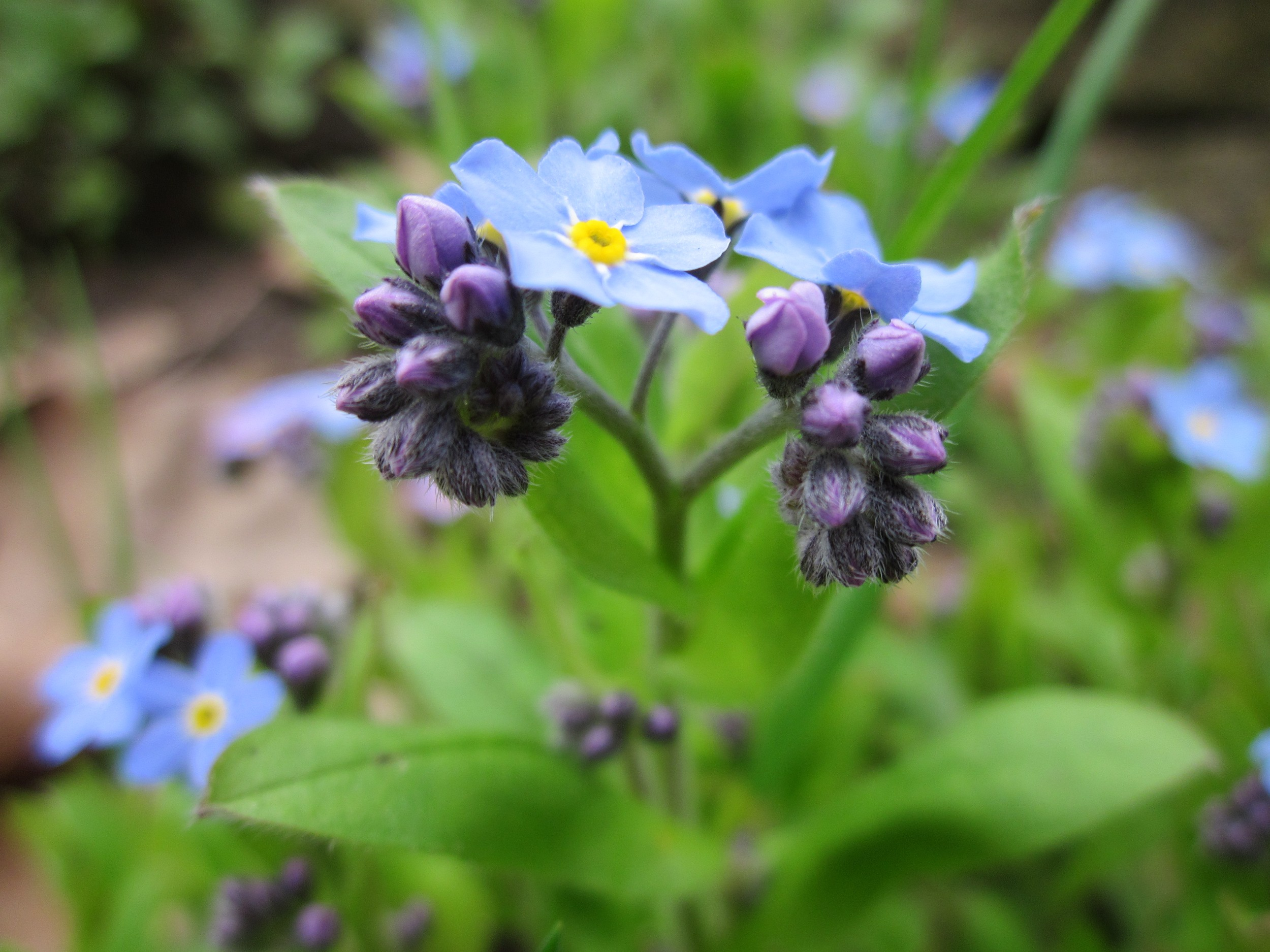
Незабудка лесная
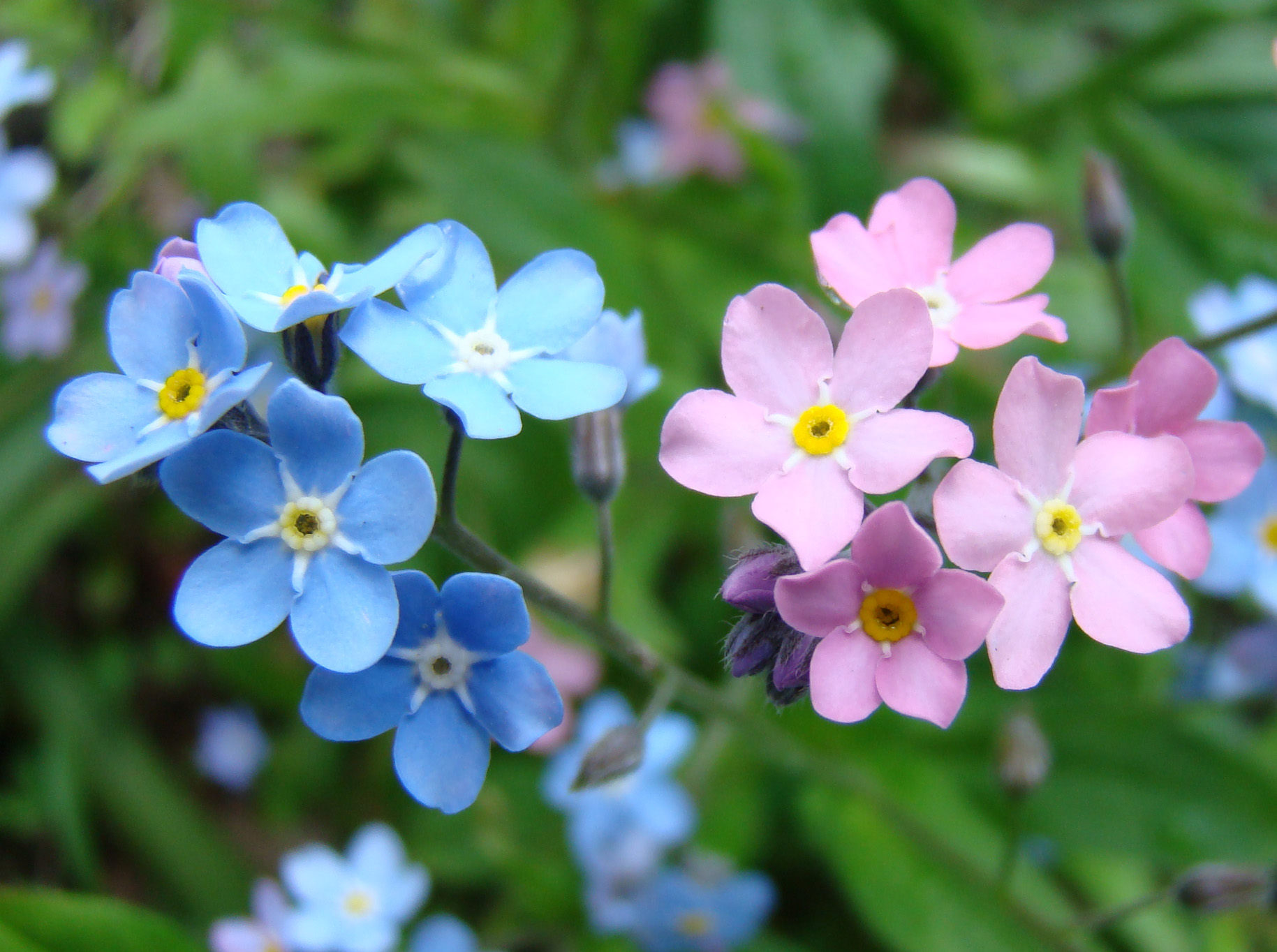
Незабудка полевая
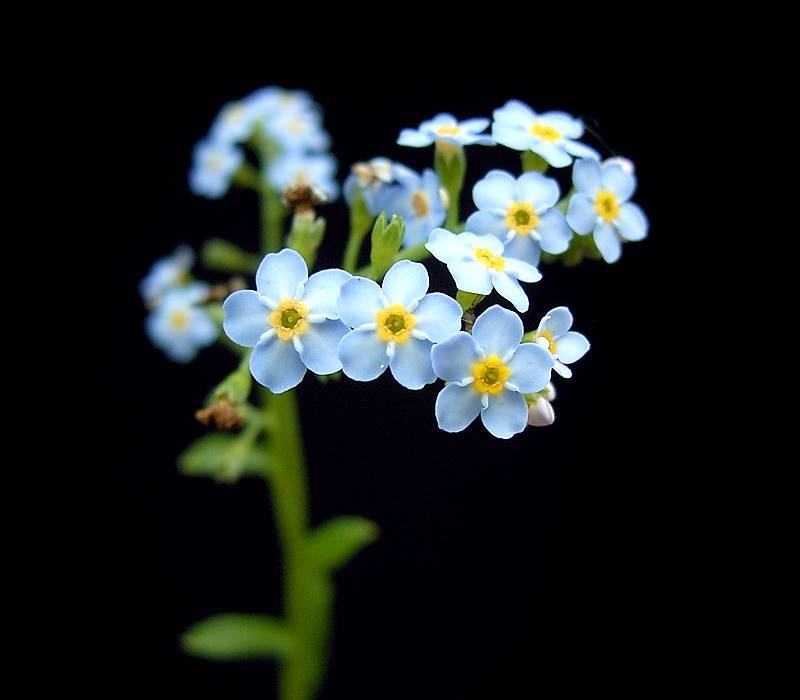
Незабудка болотная
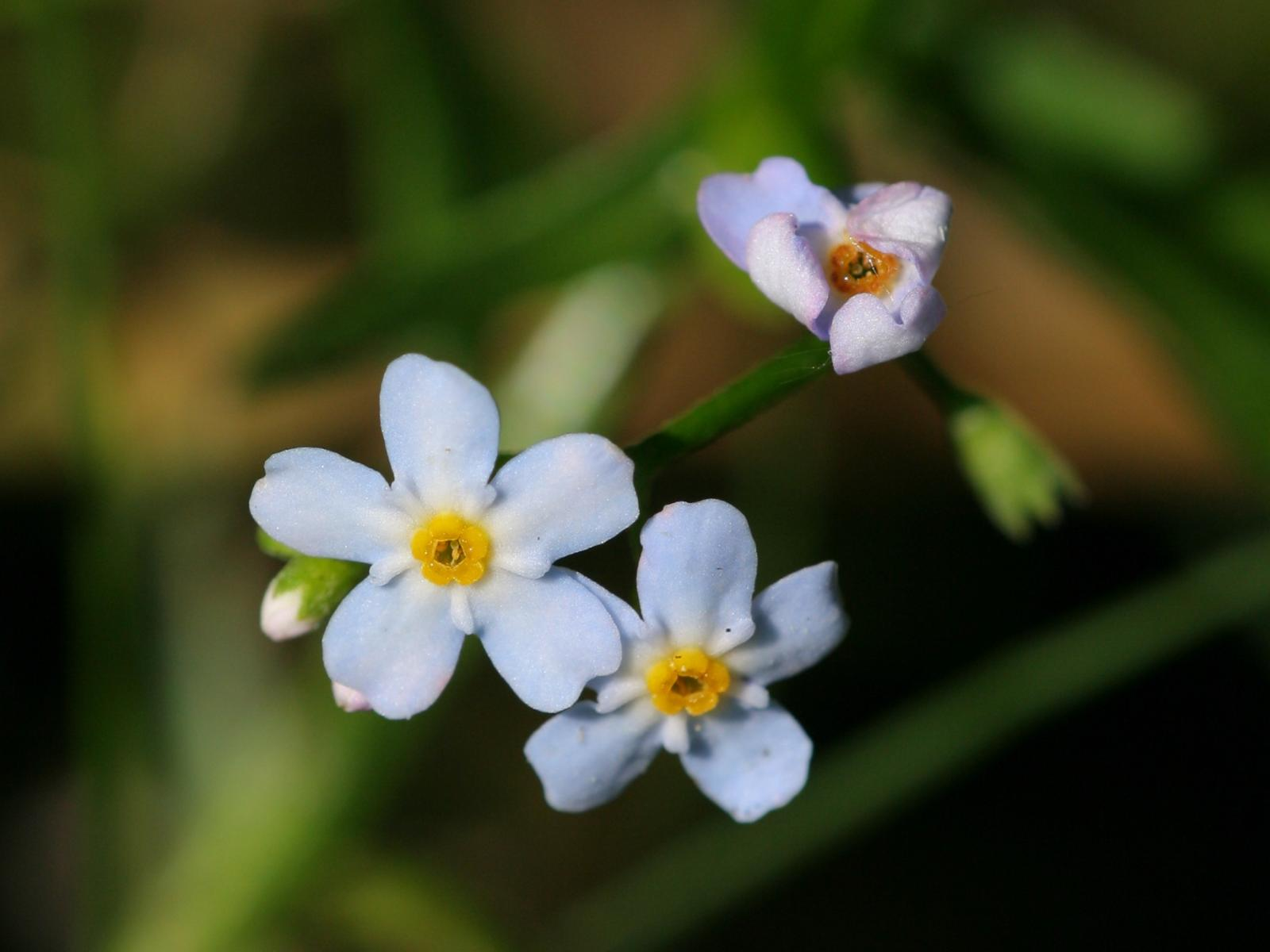
Незабудка рыхлая

### Синонимы
- Exarrhena  R.Br.
- Gymnomyosotis
- Strophiostoma  Turcz.

## Комментарии
1. ↑  На картине Левитана «лесными фиалками», скорее всего, названа «ночная фиалка» — любка двулистная (Platanthera bifolia).